# Break Every Rule Tour
Break Every Rule Tour – druga światowa trasa koncertowa amerykańskiej wokalistki Tiny Turner. Trwała od 4 marca 1987 do 27 marca 1988 roku. Na trasę składało się 208 koncertów (95 w Europie, 76 w Ameryce Północnej, 22 w Australii, 10 w Japonii i 5 w Ameryce Południowej). Trasa związana była z albumem Break Every Rule wydanym w 1986 roku. Trasę zarejestrowano na VHS – nagranie pod tytułem „Tina Live in Rio '88” przedstawia koncert w Rio de Janeiro na stadionie Maracanã.

## Zespół
- Tina Turner – wokal;
- James Ralston – gitara, wokal pomocniczy;
- Laurie Wisefield – gitara;
- Bob Feit – gitara basowa, wokal pomocniczy,
- Jack Bruno – perkusja,
- Timmy Capello – instrumenty klawiszowe, saksofon, wokal pomocniczy;
- Steve Scales – instrumenty perkusyjne;
- John Miles – instrumenty klawiszowe, gitara, wokal pomocniczy;
- Don Snow – instrumenty klawiszowe, saksofon, wokal pomocniczy;
- Ollie Marland – instrumenty klawiszowe, wokal pomocniczy;
- Deric Dryer – instrumenty klawiszowe, saksofon.

## Lista utworów
1. What You Get Is What You See
2. Break Every Rule
3. I Can't Stand The Rain
4. Typical Male
5. Acid Queen
6. Girls
7. Two People
8. Back Where You Started
9. Better Be Good To Me
10. Addicted To Love
11. Private Dancer
12. We Don't Need Another Hero
13. What's Love Got To Do With It
14. Help
15. Let's Stay Together
16. Proud Mary
17. Show Some Respect
18. It's Only Love
19. Overnight Sensation
20. Nutbush City Limits
21. Paradise Is Here

## Przebieg trasy

### Europa
- 04/03/1987 – Monachium, Olympiahalle (Niemcy)
- 05/03/1987 – Monachium, Olympiahalle (Niemcy)
- 06/03/1987 – Norymberga, Frankenhalle (Niemcy)
- 07/03/1987 – Norymberga, Frankenhalle (Niemcy)
- 08/03/1987 – Berlin, Deutschlandhalle (Niemcy)
- 09/03/1987 – Berlin, Deutschlandhalle (Niemcy)
- 10/03/1987 – Berlin, Deutschlandhalle (Niemcy)
- 12/03/1987 – Frankfurt nad Menem, Festhalle (Niemcy)
- 13/03/1987 – Frankfurt nad Menem, Festhalle (Niemcy)
- 14/03/1987 – Frankfurt nad Menem, Festhalle (Niemcy)
- 15/03/1987 – Frankfurt nad Menem, Festhalle (Niemcy)
- 16/03/1987 – Frankfurt nad Menem, Festhalle (Niemcy)
- 17/03/1987 – Hamburg, Alsterdorfer Sporthalle (Niemcy)
- 20/03/1987 – Sztokholm, Johanneshov Isstadion (Szwecja)
- 21/03/1987 – Sztokholm, Johanneshov Isstadion (Szwecja)
- 22/03/1987 – Göteborg, Scandinavium (Szwecja)
- 29/03/1987 – Paryż, Palais Omnisports de Bercy (Francja)
- 30/03/1987 – Paryż, Palais Omnisports de Bercy (Francja)
- 31/03/1987 – Paryż, Palais Omnisports de Bercy (Francja)
- 01/04/1987 – Antwerpia, Palais Des Sports (Belgia)
- 03/04/1987 – Rotterdam, Ahoy Sportpaleis (Holandia)
- 04/04/1987 – Rotterdam, Ahoy Sportpaleis (Holandia)
- 05/04/1987 – Rotterdam, Ahoy Sportpaleis (Holandia)
- 06/04/1987 – Rotterdam, Ahoy Sportpaleis (Holandia)
- 07/04/1987 – Oldenburg, Weser-ems-halle (Niemcy)
- 09/04/1987 – Dortmund, Westfalenhalle (Niemcy)
- 10/04/1987 – Dortmund, Westfalenhalle (Niemcy)
- 11/04/1987 – Dortmund, Westfalenhalle (Niemcy)
- 12/04/1987 – Dortmund, Westfalenhalle (Niemcy)
- 14/04/1987 – Monachium, Olympiahalle (Niemcy)
- 15/04/1987 – Monachium, Olympiahalle (Niemcy)
- 16/04/1987 – Monachium, Olympiahalle (Niemcy)
- 18/04/1987 – Monachium, Olympiahalle (Niemcy)
- 19/04/1987 – Monachium, Olympiahalle (Niemcy)
- 21/04/1987 – Zurych, Hallenstadion (Szwajcaria)
- 22/04/1987 – Zurych, Hallenstadion (Szwajcaria)
- 23/04/1987 – Zurych, Hallenstadion (Szwajcaria)
- 24/04/1987 – Zurych, Hallenstadion (Szwajcaria)
- 28/04/1987 – Zurych, Hallenstadion (Szwajcaria)
- 29/04/1987 – Zurych, Hallenstadion (Szwajcaria)
- 30/04/1987 – Zurych, Hallenstadion (Szwajcaria)

- 01/05/1987 – Hanower, Eissporthalle (Niemcy)
- 02/05/1987 – Hanower, Eissporthalle (Niemcy)
- 04/05/1987 – Stuttgart, Martin Schleyerhalle (Niemcy)
- 05/05/1987 – Stuttgart, Martin Schleyerhalle (Niemcy)
- 06/05/1987 – Stuttgart, Martin Schleyerhalle (Niemcy)
- 07/05/1987 – Stuttgart, Martin Schleyerhalle (Niemcy)
- 09/05/1987 – Wiedeń, Stadthalle (Austria)
- 10/05/1987 – Wiedeń, Stadthalle (Austria)
- 11/05/1987 – Wiedeń, Stadthalle (Austria)
- 17/05/1987 – Madryt, Rockodrome De La Casa De Campo (Hiszpania)
- 19/05/1987 – Walencja, Estadio Luis Casanova (Hiszpania)
- 21/05/1987 – Barcelona, Plaça Monumental (Hiszpania)
- 23/05/1987 – Werona, Arena di Verona (Hiszpania)
- 26/05/1987 – Montpellier, Le Zenith (Francja)
- 27/05/1987 – Lyon, Palais Des Sports (Francja)
- 28/05/1987 – Nijmegen, Stadspark de Goffert (Holandia)
- 30/05/1987 – Dublin, Royal Dublin Showground (Wielka Brytania)

- 01/06/1987 – Glasgow, S.E.C.C. Arena (Wielka Brytania)
- 02/06/1987 – Glasgow, S.E.C.C. Arena (Wielka Brytania)
- 03/06/1987 – Glasgow, S.E.C.C. Arena (Wielka Brytania)
- 05/06/1987 – Birmingham, N.E.C. Arena (Wielka Brytania)
- 06/06/1987 – Birmingham, N.E.C. Arena (Wielka Brytania)
- 07/06/1987 – Birmingham, N.E.C. Arena (Wielka Brytania)
- 08/06/1987 – Birmingham, N.E.C. Arena (Wielka Brytania)
- 11/06/1987 – Londyn, Wembley Arena (Wielka Brytania)
- 12/06/1987 – Londyn, Wembley Arena (Wielka Brytania)
- 13/06/1987 – Londyn, Wembley Arena (Wielka Brytania)
- 14/06/1987 – Londyn, Wembley Arena (Wielka Brytania)
- 16/06/1987 – Londyn, Wembley Arena (Wielka Brytania)
- 17/06/1987 – Londyn, Wembley Arena (Wielka Brytania)
- 18/06/1987 – Londyn, Wembley Arena (Wielka Brytania)
- 20/06/1987 – Oslo, Valle-Hovin Stadion (Norwegia)
- 21/06/1987 – Karlsruhe, Wildparkstadion (Niemcy)
- 24/06/1987 – Graz, Eisstadion Liebenau (Austria)
- 27/06/1987 – Bazylea, St. Jakob Stadion (Szwajcaria)
- 28/06/1987 – Monachium, Galopprennbahn (Niemcy)
- 30/06/1987 – Hanower, Eissporthalle (Niemcy)

- 02/07/1987 – Berlin, Waldbühne (Niemcy)
- 03/07/1987 – Hamburg, Volksparkstadion (Nemcy)
- 04/07/1987 – Essen, Georg Melches Stadion (Niemcy)
- 05/07/1987 – Kopenhaga, Idraetsparken (Dania)
- 08/07/1987 – Locarno, Piazza Grande (Szwajcaria)
- 09/07/1987 – Annecy, Stade Annecy Le Vieux (Francja)
- 11/07/1987 – Fréjus, Les Arena (Francja)
- 13/07/1987 – Nîmes, Arènes de Nîmes (Francja)
- 15/07/1987 – Dax, Stade De Dax (Francja)
- 16/07/1987 – Bilbao, Plaza de Toros De Vista Alere (Hiszpania)
- 18/07/1987 – Malaga, Estadio Municipal De Marbella (Hiszpania)
- 21/07/1987 – Tel Awiw-Jafa, Yarkon Park (Izrael)
- 22/07/1987 – Tel Awiw-Jafa, Yarkon Park (Izrael)
- 24/07/1987 – Ostenda, Aéroport D’Ostende (Belgia)
- 25/07/1987 – Koblencja, Nürburgring (Niemcy)
- 26/07/1987 – Gießen, VFB Waldstadion (Niemcy)

### Ameryka Północna
- 10/08/1987 – Portland, Portland Civic Center (USA)
- 12/08/1987 – Wantagh, Jones Beach Theater (USA)
- 13/08/1987 – Wantagh, Jones Beach Theater (USA)
- 15/08/1987 – Lake Placid, Olympic Center (USA)
- 17/08/1987 – Holmdel, Garden Center (USA)
- 18/08/1987 – Holmdel, Garden Center (USA)
- 19/08/1987 – Mansfield, Great Woods Performing Arts Center (USA)
- 20/08/1987 – Mansfield, Great Woods Performing Arts Center (USA)
- 22/08/1987 – Columbia, Merriweather Post Pavilion (USA)
- 23/08/1987 – Columbia, Merriweather Post Pavilion (USA)
- 24/08/1987 – Nowy Jork, Madison Square Garden (USA)
- 25/08/1987 – Filadelfia, Spectrum (USA)
- 27/08/1987 – Montreal, The Forum (Kanada)
- 29/08/1987 – Toronto, CNE Stadium (Kanada)
- 30/08/1987 – Ottawa, Civic Centre Arena (Kanada)
- 31/08/1987 – Saratoga Springs, Saratoga Performing Arts Center (USA)
- 01/09/1987 – Syracuse, State Fair Coliseum (USA)
- 02/09/1987 – Rochester, War Memorial Coliseum (USA)
- 04/09/1987 – Clarkston, Pine Knob Music Theatre (USA)
- 05/09/1987 – Clarkston, Pine Knob Music Theatre (USA)
- 06/09/1987 – Charlevoix, Castle Farm (USA)
- 09/09/1987 – Cleveland, Blossom Music Center (USA)
- 10/09/1987 – Dayton, University Of Dayton Arena (USA)
- 11/09/1987 – Hoffman Estate, Poplar Creek Music Theatre (USA)
- 12/09/1987 – Hoffman Estate, Poplar Creek Music Theatre (USA)
- 13/09/1987 – Milwaukee, Marcus Amphitheatre (USA)
- 02/10/1987 – Costa Mesa, Pacific Amphitheatre (USA)
- 04/10/1987 – Tacoma, Tacoma Dome (USA)
- 05/10/1987 – Vancouver, PNE Coliseum (Kanada)
- 07/10/1987 – Calgary, Olympic Saddle Dome (Kanada)
- 08/10/1987 – Edmonton, Northlands Coliseum (Kanada)
- 10/10/1987 – Winnipeg, Winnipeg Arena (Kanada)
- 13/10/1987 – Saint Paul, St. Paul Civic Center (USA)
- 15/10/1987 – Carbondale, SIU Arena (USA)
- 16/10/1987 – Peoria, Peoria Civic Center (USA)
- 17/10/1987 – Kansas City, Kemper Arena (USA)
- 18/10/1987 – Ames, Hilton Coliseum (USA)
- 21/10/1987 – Rockford, Metro Center (USA)
- 22/10/1987 – Fort Wayne, War Memorial Coliseum (USA)
- 23/10/1987 – Indianapolis, Market Square Arena (USA)
- 24/10/1987 – Louisville, Freedom Hall (USA)
- 27/10/1987 – Charlotte, Charlotte Coliseum (USA)
- 29/10/1987 – Murfreesboro, Murphyr Center (USA)
- 30/10/1987 – Chattanooga, UTC Arena (USA)
- 31/10/1987 – Knoxville, Stokley Arena (USA)
- 01/11/1987 – Charleston, Charleston Civic Center (USA)
- 04/11/1987 – Pittsburgh, Pittsburgh Civic Arena (USA)
- 05/11/1987 – Richmond, Richmond Coliseum (USA)
- 06/11/1987 – Chapel Hill, UNC Smith Center (USA)
- 07/11/1987 – Hampton, Hampton Coliseum (USA)
- 08/11/1987 – Columbia, Columbia Coliseum (USA)
- 11/11/1987 – Atlanta, The Omni Coliseum (USA)
- 12/11/1987 – Daytona Beach, Ocean Center (USA)
- 13/11/1987 – Miami, Sportatorium (USA)
- 14/11/1987 – Tampa, USF Sun Dome (USA)
- 15/11/1987 – Tallahassee, Leon County Civic Center (USA)
- 18/11/1987 – Huntsville, Von Braun Civic Center (USA)
- 19/11/1987 – Memphis, Mid-South Coliseum (USA)
- 20/11/1987 – Birmingham, Jefferson County Coliseum (USA)
- 21/11/1987 – Mobile, Municipal Auditorium (USA)
- 25/11/1987 – Houston, The Summit (USA)
- 27/11/1987 – San Antonio, Alamo Dome (USA)
- 28/11/1987 – Austin, Frank Erwin Center (USA)
- 29/11/1987 – Dallas, Reunion Arena (USA)
- 04/12/1987 – Lubbock, Municipal Coliseum (USA)
- 05/12/1987 – Albuquerque, Tingley Coliseum (USA)
- 06/12/1987 – Phoenix, ASU Activity Center (USA)
- 07/12/1987 – Tucson, TCC Arena (USA)
- 09/12/1987 – San Diego, San Diego Sports Arena (USA)
- 11/12/1987 – Los Angeles, The Forum (USA)
- 12/12/1987 – Oakland, Oakland Arena (USA)
- 13/12/1987 – Oakland, Oakland Arena (USA)
- 14/12/1987 – Oakland, Oakland Arena (USA)
- 15/12/1987 – Sacramento, ARCO Arena (USA)
- 16/12/1987 – Reno, Lawlor Events Center (USA)
- 18/12/1987 – Salt Lake City, Salt Palace (USA)
- 20/12/1987 – Denver, McNichols Arena (USA)

### Ameryka Południowa
- 03/01/1988 – Buenos Aires, Estadio River Plate (Argentyna)
- 09/01/1988 – São Paulo, Estadio Pacaembu (Brazylia)
- 10/01/1988 – São Paulo, Estadio Pacaembu (Brazylia)
- 12/01/1988 – Santiago, Estadio Nacional (Chile)
- 16/01/1988 – Rio de Janeiro, Maracanã (Brazylia)

### Australia
- 06/02/1988 – Sydney, Sydney Entertainment Centre (Australia)
- 07/02/1988 – Sydney, Sydney Entertainment Centre (Australia)
- 10/02/1988 – Brisbane, Brisbane Entertainment Centre (Australia)
- 11/02/1988 – Brisbane, Brisbane Entertainment Centre (Australia)
- 12/02/1988 – Sydney, Sydney Entertainment Centre (Australia)
- 13/02/1988 – Sydney, Sydney Entertainment Centre (Australia)
- 14/02/1988 – Sydney, Sydney Entertainment Centre (Australia)
- 15/02/1988 – Sydney, Sydney Entertainment Centre (Australia)
- 17/02/1988 – Melbourne, Melbourne Entertainment Centre (Australia)
- 18/02/1988 – Melbourne, Melbourne Entertainment Centre (Australia)
- 19/02/1988 – Melbourne, Melbourne Entertainment Centre (Australia)
- 20/02/1988 – Melbourne, Melbourne Entertainment Centre (Australia)
- 23/02/1988 – Perth, Perth Entertainment Centre (Australia)
- 24/02/1988 – Perth, Perth Entertainment Centre (Australia)

- 01/03/1988 – Darwin, Darwin Entertainment Centre (Australia)
- 02/03/1988 – Darwin, Darwin Entertainment Centre (Australia)
- 03/03/1988 – Darwin, Darwin Entertainment Centre (Australia)
- 04/03/1988 – Darwin, Darwin Entertainment Centre (Australia)
- 05/03/1988 – Darwin, Darwin Entertainment Centre (Australia)
- 08/03/1988 – Sydney, Sydney Entertainment Centre (Australia)
- 09/03/1988 – Sydney, Sydney Entertainment Centre (Australia)
- 10/03/1988 – Sydney, Sydney Entertainment Centre (Australia)

### Japonia
- 20/03/1988 – Jokohama, Yokohama Arena (Japonia)
- 21/03/1988 – Jokohama, Yokohama Arena (Japonia)
- 22/03/1988 – Jokohama, Yokohama Arena (Japonia)
- 23/03/1988 – Jokohama, Yokohama Arena (Japonia)
- 24/03/1988 – Tokio, Budokan Hall (Japonia)
- 25/03/1988 – Tokio, Budokan Hall (Japonia)
- 27/03/1988 – Osaka, Castle Hall (Japonia)
- 28/03/1988 – Osaka, Castle Hall (Japonia)
- 29/03/1988 – Osaka, Castle Hall (Japonia)
- 30/03/1988 – Osaka, Castle Hall (Japonia)